# Molopopterus clanus
Molopopterus clanus är en insektsart som beskrevs av Pieter D. Theron 1978. Molopopterus clanus ingår i släktet Molopopterus och familjen dvärgstritar. Inga underarter finns listade i Catalogue of Life.